# 집으로 가는 기차
집으로 가는 기차(归途列车, Last Train Home)는 2009년 범립흔 감독의 다큐멘터리 영화이다. 이 작품은 2009년 IDFA에서 최고의 다큐멘터리 특집(Best Documentary Feature) 상을 받았으며, 미국에는 Zeitgeist Films를 통해 배포되고 있다. 대한민국에서는 EBS를 통해 방영된 적이 있으며 2010년 7회 EBS국제다큐영화제 대상을 받은 작품이기도 하다.

## 개요
봄마다 중국의 도시들은 130,000,000명의 이주 노동자들이 춘절 휴가에 그들의 고향을 찾아 떠나느라 혼란에 휩싸인다. 이러한 탈출은 세계 최대의 인구 이주로, 과거의 시골과 미래의 산업 사이를 비극적으로 잡아낸 장중한 광경을 보여준다. 급속한 중국의 경제 성장의 이면에 존재하는 갈등이 고스란히 카메라에 담겨있다.

## 줄거리
중국에서 가장 큰 명절인 음력 설 연휴(춘절)를 배경으로 현대 중국 사회와 가족의 문제점을 그려낸 영화이다. 주인공 장씨 부부는 도시에서 돈을 벌기 위해 16년 전 어린 딸과 아들을 노모에게 맡겨두고 고향을 떠났다. 가족이 함께 시간을 보내는 시간은 일년에 한 번 춘절 때 뿐이다. 이들은 고향에서 2000km나 떨어져있는 도시의 의류 공장에서 재봉틀 일을 하며 근근히 돈을 벌어 시골에 있는 아이들의 교육에 헌신하고 있다. 춘절을 맞아 어렵게 기차표를 구해 가족이 있는 고향으로 가지만 일년에 한 번 만나기 때문에 이 가족의 큰 딸은 이제 십대가 되어 부모와의 소통이 힘들다. 아이들의 교육만이 부모와는 다른 삶을 살 수 있는 수단이라고 굳게 믿는 장씨 부부의 바람을 깨고 큰딸은 학교를 중퇴한 후 공장에 취직해서 여느 십대처럼 소비 생활에 젖어 살고 있다. 이에 실망을 한 아버지는 손찌검을 하고 반항적인 딸은 부모에게 욕도 서슴지 않는다. 부모는 다음해 춘절 때 딸을 공장에서 데리고 나와 같이 고향을 찾아 가지만 갈등의 골은 점점 깊어만 가는데...

## 영화, 그 후 이야기
2010년 3월, 후속 인터뷰에서 리신 판 감독은 장씨부부가 여전히 공장에서 일하고 있고 딸 장친은 전화는 했지만 춘절에 집에 들리지 않았음을 밝혔다.
2011년 9월, 리신 판 감독은 장친이 이제 베이징의 직업학교 학생이고 엄마는 농장에 돌아온 반면 아빠는 여전히 공장에서 일한다고 밝혔다.
2012년 1월, 가족과 관한 새로운 내용이 공개되었다:
" 저희는 촬영 이후에도 장씨 가족과 계속 연락을 이어왔습니다. 장친은 바에서 더 이상 일하지 않고 여러 곳을 돌아다니면서 새로운 직업을 찾고 있습니다. 그녀가 호텔에서 바텐더로 일하기도 하고, 잠시 동안 공장에 돌아갔고, 작년에 몇달 동안 베이징의 직업학교에 공부를 하러 가고, 그리고 또 다시 그만뒀다는 소식을 들었습니다. 현재 그녀는 후베이의 작은 도시에서 일하고 있습니다. 22살의 나이로 성인이 되었습니다. 춘절에는 집에 돌아가지 않습니다. 여전히 부모님에 대한 분개의 감정이 매우 큽니다. 살면서 한번도 부모님으로부터 사랑을 받지 못했다고 생각해서 중국 신년에도 부모님들을 고의적으로 피한다고 합니다.
남동생은 현재 16살입니다. 학교에서 매우 열심히 공부하고 있고 좋은 성적도 받았습니다. 중국 고등학교에서 이제 2학년입니다. 과거에 1등도 몇번 했었고 부모님이 매우 행복해했습니다.
어머니 천수친은 실직했습니다. 스스로 사직하긴 했지만 경제난으로 급여가 너무 낮아졌기 때문입니다. 공항은 직접 해고하기보다는 스스로 그만두게 만들 정도로 급여를 낮추곤 합니다. 그래서 그녀는 아들을 챙기기 위해 마을로 돌아갔고 아버지 홀로 광저우 공항에서 일합니다. 다큐멘터리의 뒷부분에서 이 가족이 샅샅이 흩어지는 것을 보면 매우 가슴이 아픕니다. 그럼에도 딸은 도시에서 독립하는데에 성공하긴 했습니다."

## 수상
- 2009년: 최고의 다큐멘터리 특집(Best Feature Documentary) - 22회 IDFA[1]
- 2009년: Cinémathèque Québécoise 최고의 퀘벡 영화상 - RIDM(Rencontres internationales du documentaire de Montréal)
- 2009년 EBS 국제다큐영화제 대상
- 2010년: 골든 게이트 상 - Investigative Documentary Feature Category (샌프란시스코 국제 영화제, SFiFF)
- 2010년: 선댄스 영화제에 공식 선정
- 2010년: New Directors/New Films에 공식 선정

## 출연
- 천수친 (본인 역)
- 장창화 (본인 역)
- 장친 (본인 역)
- 장양 (본인 역)

## 평판
'집으로 가는 기차'는 로튼 토마토 사이트에서 "신선함" 100% 평을 받았고, 출시제한된 해외영화 중에 최고라고 황금 토마토 상을 수상했다.
뉴욕타임즈의 마놀라 다기스는 '집으로 가는 기차'를 선댄스 영화제에서 최고 작품 중 하나로 선정했고 "아름답게 촬영된 잊을 수 없는 묘사"로 영화를 특징지었다.
영화평론가 로저 에버트는 한 가족이 자신들의 삶의 질을 증진시키기 위해 갈등하는 모습을 묘사했다는 점에서 별 5개 만점에 4개를 주며 호평했다. 그는 영화의 국가에 미친 자본주의 영향의 묘사가 마르크스 이념을 너무 관대하게 받아들인 것에 대한 심각성을 인식할 수 있게 해주었다고 언급했다.
인디와이어의 브라이언 브룩스는 '집으로 가는 기차'를 "다큐멘터리 명작"이라고 평가하면서 "리신 판 감독은 아마 현대 중국의 최고의 논픽션 작가이다."라고 작성했다.
인디와이어의 비평가들은 '집으로 가는 기차'를 2010년 선댄스 영화제의 TOP10 영화 리스트에서 "4위"로 올렸다.
2011년 1월 29일, 63주년 DGA 시상식 저녁식사에서 '집으로 가는 기차'는 미국 연출가 협회 다큐멘터리 수상 5작품 중 하나였다.